# 林元美
林 元美（はやし げんび、1778年（安永2年） - 1861年7月20日（文久元年6月13日））は、江戸時代の囲碁棋士で、家元林家十一世林元美、八段準名人。本名は船橋源治、字は寛度。著作では爛柯堂または藍叟とも号す。『碁経衆妙』『碁経精妙』、及び史話、随筆からなる『襴柯堂棋話』などの著者として知られる。

## 経歴
水戸藩士の子として生まれる。9歳で近くの寺の僧より碁を学び、11歳で父の江戸勤番の時に本因坊烈元に碁を見てもらい「碁園の鳳雛」と認められて入門。翌天明9年(1789年)父とともに帰郷するが、師から呼ばれて出府して再入門、同年に12歳で入段し、水戸小僧と呼ばれた。
享和2年(1806年)五段。京都の聖護院滞在中に、畠中哲斎の娘季野を娶る。若い頃から書物に親しみ、学識が広く、儒学者の古賀精里、侗庵父子にも親交があった。また眉目秀麗の好男子だったと言われている。この頃棋譜の木版活字の作成の工夫をしていて、御城碁の棋譜を同好に配っていたが、畠中哲斎がこれを借り受け、文化14年(1817年)に御城碁50局を収めた『当世碁譜』を出版し、木版による初の打碁集となった。これに対し安井知得ら家元四家は秘蔵棋譜の無断掲載及び序文について問題にし寺社奉行に訴え出たが、元美は各家元を説得して哲斎を釈免させた。この事件以後、棋譜の出版が緩和され、哲斎は文政2年に『四家評定 名世碁鑑』、同6年『対勢碁鏡』を出版した。またその後江戸城内の奥坊主らが木版活字による御城碁の棋譜を大名、旗本らへの贈呈品に使うようになり、また家元でもこれを客筋に贈るのに使った。
文政2年(1819年)に十世林鐵元門入が死去し、本因坊跡目となっていた本因坊元丈の計らいにより林家を継ぎ、林元美となる。林家代々の門入の号は名乗らなかった。またこの年より御城碁に出仕。文政12年(1829年)七段上手に進む。

### 天保の内訌での役回り
文政11年(1828年)に本因坊丈和が碁所願を出した際、元美は添願人となったが、この時元美を八段昇段させる密約があり、また水戸藩の徳川斉昭に、水戸徳川家から養子に入った当時の寺社奉行土屋相模守彦直への働きかけを依頼したとも言われている。天保2年(1831年)に丈和は名人碁所になったが、元美の昇段はさせず、元美は水戸藩隠居を欺いた形となった。
天保9年(1838年)に安井家の跡目安井算知 (俊哲)を七段昇段を認めたことで、元美は井上幻庵因碩を添願人として、丈和との二十番の争碁願いを提出する。これにはかつての密約が書かれていたともされ、また先に安井知得仙知、因碩との争碁をうやむやにして避けていた丈和は追い詰められ、翌年碁所を返上し引退する。元美は、丈和が争碁を避けたことを理由に、寺社奉行に八段昇進の口上覚を提出、丈和から家督を継いだ本因坊丈策と安井算知は反駁書を出すが、寺社奉行からの沙汰は無かった。

### 不行跡、八段昇段
「御仕置例類集」で天保元年(1830年)に「碁之者林元美」の事件が記されている。元美に頼まれて借金の返済期限を延ばす交渉に行った者が口論の末に抜刀し、取り押さえられて刀も曲げられてしまった。これを訴え出られ、元美らは刀の代金200両を要求したが、抜刀した者は刀取り上げの上に江戸払い、元美も百日の押込とされた。
嘉永2年(1849年)に引退して、実子の柏栄に家督を譲る。嘉永5年(1852年)になって八段を許された。この年の御城碁に最後の出仕、既に八段の本因坊秀和に白番で7目負けとした。御城碁には生涯で12局出仕して2勝10敗。文久元年(1861年)85歳で没。法名宣譽居士、浅草誓願寺快楽院に葬られた。

## 御城碁成績
- 1819年（文政2年）先番7目勝 服部因淑
- 1820年（文政3年）白番11目負 井上安節
- 1821年（文政4年）先番4目勝 安井知得仙知
- 1823年（文政6年）先番3目負 本因坊元丈
- 1825年（文政8年）先番8目負 本因坊丈和
- 1826年（文政9年）向二子9目負 安井俊哲
- 1827年（文政10年）白番中押負 本因坊丈和
- 1834年（天保5年）白番中押負 安井俊哲
- 1838年（天保9年）白番中押負 本因坊丈策
- 1842年（天保13年）白番中押負 阪口仙得
- 1852年（嘉永5年）白番7目負 本因坊秀和
- 同 向二子中押負 井上松本因碩

## 著作
- 『碁経連珠』1808年 本因坊算砂から道知までの時代の打碁を収録
- 『碁経衆妙』1812年 詰碁、基本手筋集
  - 『碁経衆妙』東生書店  1898年
  - 『碁経衆妙―死活速成』雁金準一 大阪屋号書店 1952年
  - 『応用死活集―新訂碁経衆妙』上下 高川格　東京創元社  (名著名局囲碁文庫) 1957年
  - 『碁経衆妙』 橋本宇太郎 山海堂 1980
  - 『碁経衆妙』池田書店 (囲碁名著文庫) 1983年
  - 『碁経衆妙』上下 高木祥一 教育社新書 1989年
  - 『改訂・碁経衆妙―詰碁の原典』橋本宇太郎 山海堂  2004年
- 『掌中碁箋』1831年 別名を「紅甲珍艦」、作り物（詰碁）集
- 『碁経精妙』1835年 定石、ヨセの手筋など
- 『爛柯堂棋話』1849年
  - 囲碁の史話、説話、随筆、記録類を集め、注と評論を加えたもの。家元四家相伝の文書や、同時代の碁界についても記述している。明治期の安藤如意『座隠談叢』にも参考にされた。日本の天平以後、中国、朝鮮、天竺、琉球などの逸話があり、本能寺の変における三劫の話、日蓮と弟子の日朗の対局、武田信玄と高坂弾正の対局、真田昌幸・信幸親子の対局などが棋譜とともに紹介されている。特に日蓮の棋譜は日本で最古の棋譜と伝えられていたが、これらは後世の作であると考えられている。元美は後に『因云碁話』に改題したが、『爛柯堂棋話』の名で主に伝わっている。
  - 稿本は林家分家の林佐野から、その弟子の喜多文子に伝えられ、それを借り出した某棋士を経て1907年（明治40年）に3回、次いで1910-11年の毎日曜の『時事新報』に掲載された。
  - 1914年 林佐野の三女の女流棋士林きくがまとめて、大野万歳館より出版
  - 1978年 林裕校注で東洋文庫で出版
  - 元本はすでに行方が知れないが、『因云碁話』の名の写本が国立国会図書館に所蔵されている。
- 『碁経衆妙後編』詰碁、手筋集、及び元美の打碁25局を収録。1913年に本因坊秀哉が校訂して大野万歳館より出版。また原本の版木が現存しており、その状態から1,000部ほど刷ったと見られている。

他に未出版の手稿が残されており、1959年に荒木直躬により『棋道』に発表された。そこには別の出版の計画も記されているが、資料は残されていない。